# Nanohammus oshimanus
Nanohammus oshimanus är en skalbaggsart som beskrevs av Stefan von Breuning och Nobuo Ohbayashi 1964. Nanohammus oshimanus ingår i släktet Nanohammus och familjen långhorningar. Inga underarter finns listade i Catalogue of Life.